# مرکز تاریخی ناپل
مرکز تاریخی ناپل نشان‌دهنده نخستین هسته تاریخی شهر است. مرکز شهر ناپل پیشینه‌اش به ۲۷ قرن پیش بر می‌گردد.
این مکان بیشتر در سال ۱۹۹۵ توسط یونسکو به عنوان میراث جهانی اعلام شد (حدود ۱۰۲۱ هکتار) و در فهرست دارایی‌های مورد حفاظت قرار گرفت. منحصر به فرد بودن آن در حفاظت و به‌کارگیری تقریباً کامل از طرح جاده یونان باستان نهفته‌است.

## تاریخ
مرکز تاریخی ناپل شاهد تکامل تاریخی و هنری این شهر است، از نخستین سکونت یونانی آن در سده هشتم پیش از میلاد در امتداد منطقه مشرف به دریا گرفته تا بازسازی دوباره همان شهر در یک منطقه داخلی‌تر. «مرکز باستانی» تا شهر باروکی اسپانیایی که در آن روزنه‌ای به سمت هسته غربی شهر دیده می‌شود و به آن مرکز نخبگان فرهنگی قرن نوزدهم مشهور است را پوشش می‌دهد.

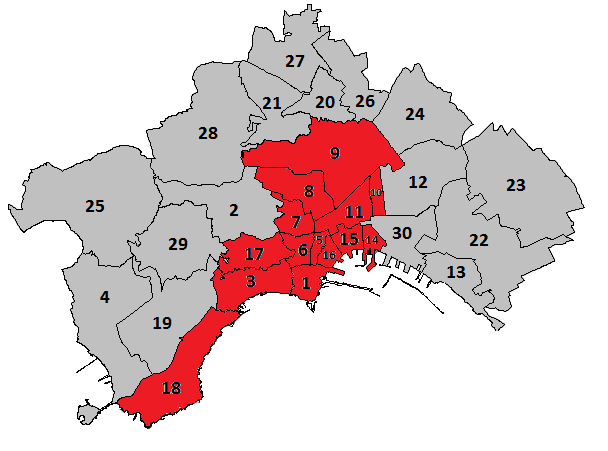
محله‌هایی که بخشی از میراث جهانی هستند